# Angelino Feitosa
José Pereira Feitosa, mais conhecido como Frei Angelino (Porto da Folha, 9 de janeiro de 1925 – Salvador, 5 de abril de 2015) era um eremita e frade franciscano. Foi um dos maiores divulgadores da meditação cristã no Brasil e autor de dois livros: "Ao Encontro de Você" e "Chão Necessário". Ele também era criador da vaquejada de Porto da Folha.
Ele ingressou na Ordem dos Frades Menores em 1945 e após a ordenação, passou a organizar retiros espirituais e fazer palestras em várias congregações religiosas e dioceses em Sergipe, Alagoas, Pernambuco e Bahia. A partir de 1994, os retiros se tornaram específicos de contemplação, incluindo treinamento prático. Frei Angelino é conhecido por ensinar “a oração que liberta a pessoa de si mesma, de todo peso da vida passada e abre para um futuro renovado”.
Durante sua vida dedicada à igreja, Frei Angelino passou pelo povoado Areia Branca, em Aracaju; em Maceió; no convento de Olinda (PE) e na cidade de Salvador. Carregava consigo a Alegria, a Simplicidade de criança, o sorriso fácil, a gentileza de todos os escolhidos de Deus!